# Weiße Blätter

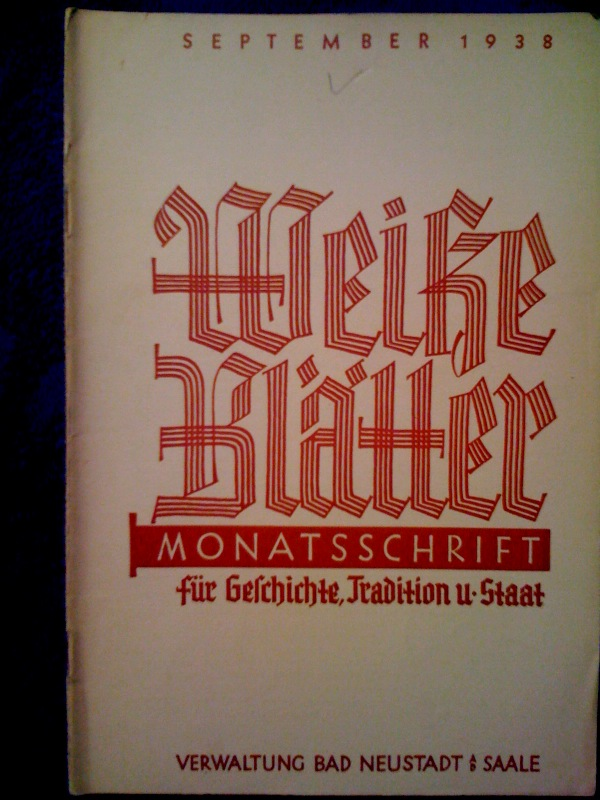
Titelseite der Weißen Blätter, Ausgabe September 1938

Weiße Blätter hieß eine deutsche monarchistische Zeitschrift mit dem Untertitel Monatsschrift für Geschichte, Tradition und Staat, die von Mai 1934 bis März 1943 erschien.  Karl Ludwig Freiherr von und zu Guttenberg gab sie in Bad Neustadt an der Saale heraus. Er entwickelte und richtete die Zeitung so aus, dass er sie nötigenfalls als verantwortlicher Schriftleiter vertreten konnte und sie dennoch vor der durch die Gleichschaltung beabsichtigten Vereinheitlichung des gesamten gesellschaftlichen und politischen Lebens bewahrt blieb. Gedruckt wurde sie bei Carl Krüger im sächsischen Mylau.

## Geschichte
Weiße Blätter war die Nachfolgezeitschrift von Die Monarchie – Zeitschrift für deutsche Tradition, welche ebenfalls zu Guttenberg von 1932 bis 1934 herausgab. Diese Zeitschrift war vom sächsischen Innenminister verboten worden, weil sie im Januarheft von 1934 eine Würdigung Kaiser Wilhelms II. aus Anlass seines 75. Geburtstags gebracht hatte. Anliegen der Weißen Blätter war es vor allem, den Gedanken an die Monarchie wachzuhalten, sie als einzig mögliche Staatsform für die Deutschen zu propagieren, aber auch eine Aussöhnung zwischen den beiden großen Konfessionen in Deutschland herbeizuführen. Zu Guttenberg, der bayerischer Föderalist, aber keineswegs Separatist war, wandte sich gegen den Zentralismus zunächst der Weimarer Republik, später der Nationalsozialisten, und verwies auf das seiner Meinung nach geeignetere Staatskonzept Otto von Bismarcks.
Historische Artikel und Erzählungen, Buchkritiken und im sogenannten „Mosaik“ zusammengestellte politische Nachrichten prägten die Weißen Blätter. Einen gewissen Raum nahmen historische Abhandlungen zum Friedensvertrag von Versailles und die Abdankung Kaiser Wilhelms II. in Spa ein. Die Zeitschrift verzichtete dabei auf jede Form der Polemik: „Es ging den ‚Weißen Blättern‘ um geistigen Widerstand‚ zwischen den Zeilen‘.“
Nach dem Zweiten Weltkrieg wurde die Zeitschrift als Widerstandsliteratur eingestuft, obwohl es in manchen Artikeln zu Überschneidungen mit nationalsozialistischem Gedankengut kam. Eine klare Abgrenzung fand aber dort statt, wo Rechtsstaatlichkeit und christlicher Glaube als germanisches Erbe beschworen wurden. Der Nationalsozialismus wurde als revolutionäre Bewegung angesehen, an deren Willkür „indirekte, oft historisch verbrämte Kritik“ geübt wurde. Die Krone hingegen sei das Symbol des angestrebten Idealbildes vom Staat.
In geschichtswissenschaftlichen Themen waren die Weißen Blätter geprägt von den Ansichten Leopold von Rankes, auf dessen Werk man zurückgriff, wenn es galt, sich gegen die von NS-Historikern wie Walter Frank propagierte „kämpferische Geschichtsschreibung“ zu stellen.
Zu den ständigen Mitarbeitern zählten neben zu Guttenberg der Leiter des Hohenzollerschen Hausarchivs Kurt Jagow, der Historiker Anton Ritthaler sowie seine Privatsekretärin Maria Schmitt als Redaktionssekretärin. Als Autoren konnte zu Guttenberg unter anderem Werner Bergengruen, Jochen Klepper, Harald von Koenigswald, Otto Heuschele, Hans Rall, Paul Fechter, Hans Eberhard Friedrich und Reinhold Schneider gewinnen. Vertreter des Widerstandes wie Ulrich von Hassell und Klaus Bonhoeffer schrieben ebenfalls in den Weißen Blättern, deren Leserkreis zunächst aus den Abonnenten der Monarchie und der gleichfalls 1934 verbotenen Deutschen Treue (ebenfalls herausgegeben von Carl Krüger in Mylau) bestand. 1935 kamen Leser der von Fritz Klein mitgegründeten Deutschen Zukunft hinzu. 1939 wurde unter den Lesern der verbotenen Eisernen Blätter des Pfarrers Gottfried Traub um Bestellungen geworben. Der Plan, die Abonnenten der Gelben Hefte Max Buchners nach dessen Tod zu übernehmen, kam nicht zur Durchführung. Nach Beginn des Zweiten Weltkriegs 1939 erschienen die Weißen Blätter nur noch vierteljährlich und stellten 1943, wie viele ähnliche Zeitschriften, aus kriegsbedingtem Papiermangel ihr Erscheinen ganz ein.

## Bedeutung
Die Monatsschrift diente zum Herstellen von Verbindungen und zur Vernetzung der „Deutschen Opposition gegen Hitler“ (Hans Rothfels). So konnte Guttenberg im August 1939 den ersten Kontakt zwischen Carl Goerdeler und dem Diplomaten Ulrich von Hassell vermitteln.
Unter anderem bot er auch dem ehemaligen Reichsbankpräsidenten und Reichswirtschaftsminister Hjalmar Schacht, seit 1937 Mitglied der NSDAP, eine Werbefläche. Auf der Titelseite der Ausgabe vom April 1940 war statt des üblichen „Weiße Blätter“-Schriftzuges ein Faksimile des Wahlspruches von Schacht zusammen mit dessen Unterschrift abgedruckt, worum dieser selbst dringend gebeten habe. Er habe damit um Vertrauen im Leserkreis dieser Monatsschrift werben wollen, von dem er sich zumindest moralische Unterstützung etwaiger Widerstandshandlungen erhoffte.